# Турчин, Валерий Стефанович
Вале́рий Стефа́нович Турчи́н (19 июля 1941, Ленинград — 5 февраля 2015, Москва) — советский и российский искусствовед, историк искусства, доктор искусствоведения (1989), академик РАХ (2007).

## Биография
Валерий Турчин родился 19 июля 1941 года.
Окончил искусствоведческое отделение истфака МГУ (1966). В 1970 году защитил кандидатскую диссертацию «Русский портрет эпохи романтизма», в 1989 году — доктосркую диссертацию «Основные проблемы западноевропейского и русского искусства конца XVIII — начала XIX вв.».
Заведующий кафедрой истории отечественного искусства отделения истории и теории искусства исторического факультета Московского государственного университета имени М. В. Ломоносова. Доктор искусствоведения, профессор.
Старший научный сотрудник Государственного института искусствознания. Заведующий методическим отделом Московского музея современного искусства.
Турчин В. С. — действительный член (академик) Российской академии художеств, член учёного Совета Исторического факультета МГУ им. М. В. Ломоносова, председатель специализированного диссертационного совета по искусствоведению при МГУ им. М. В. Ломоносова, заместитель председателя Общества изучения русской усадьбы (ОИРУ), член правления Русского отделения Международной ассоциации критиков и историков искусства (АИС), член редколлегии журнала «Культура и искусство» (издание Института культурологии, Москва).
Увлекался художественной фотографией, провёл три выставки в Москве.
Умер 5 февраля 2015 года. Урна с прахом захоронена в колумбарии на Донском кладбище.

### Семья
- Первая жена — искусствовед Ксения Богемская.
- Вторая жена — Ольга Александровна Турчина (Волкова), искусствовед, куратор[источник не указан 3533 дня].
- Сын от первого брака — Алексей Валерьевич Турчин, футуролог[источник не указан 3533 дня].

## Научная деятельность

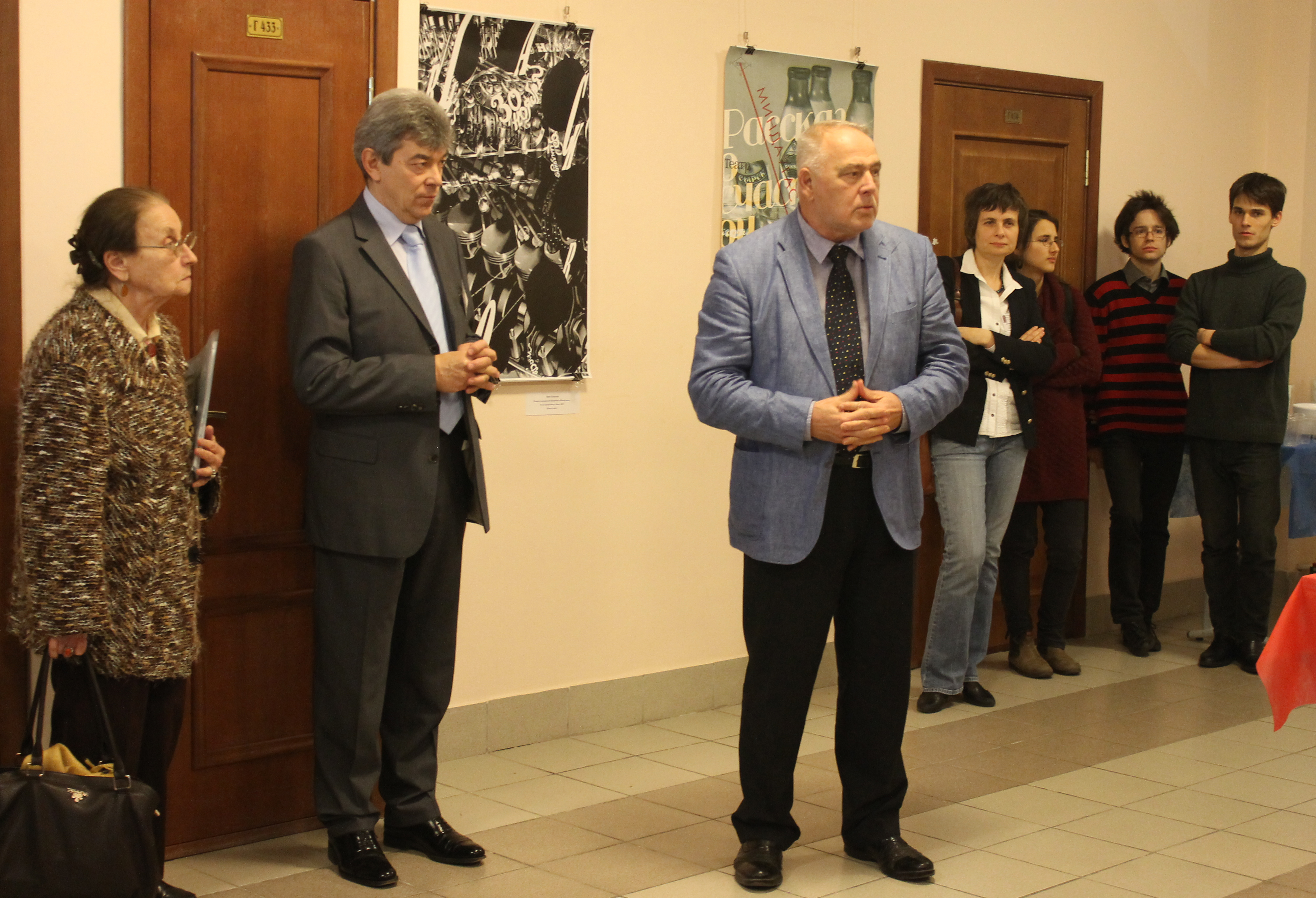
На открытии выставки плаката. Конференция «Актуальные проблемы теории и истории искусства». 2013. МГУ

Специалист в области истории искусства XIX—XX веков, автор 321 научной работы, из них 22 монографий и книг-альбомов.
Основные научные интересы: изучение русского и западноевропейского искусства XIX—XX вв., преимущественно эпохи романтизма, рубежа XIX—XX вв. и XX в. (символизм, авангард).
Работая в архивах, Турчин публиковал новонайденные документы, использовал их в своей научной работе. Он анализировал артистические связи между культурами разных стран (России, Франции, Германии). Уделял большое внимание теории искусства и художественной ситуации наших дней (художественная критика).
С 2010 года был постоянным куратором международной конференции «Актуальные проблемы теории и истории искусства».

## Преподавательская деятельность и деятельность в сфере образования
Вёл большую преподавательскую работу: заведовал Кафедрой истории отечественного искусства МГУ им. М. В. Ломоносова, читал основной курс «История отечественного искусства XX в.», спецкурсы «Стиль модерн и символизм в России и Западной Европе» и «Предметный мир XX в.», являлся автором программ лекционных курсов «История зарубежного искусства XX в.», «История отечественного искусства XX в.» (в соавторстве), руководил дипломниками, аспирантами и соискателями, был организатором «Федоровско-Давыдовские чтения» на историческом факультете МГУ им. М. В. Ломоносова.

## Участие в творческих и общественных организациях
- Член Ассоциации искусствоведов[1]
- Член Московского Союза художников[1]
- Член Международного комитета историков искусства (CIHA)[1]
- Заместитель председателя Общества изучения русской усадьбы[1]

## Почётные звания
- Действительный член (академик) Российской академии художеств[1]
- Заслуженный профессор Московского государственного университета[1]